# Tân Hương, Đồng Tháp
Tân Hương là một xã thuộc tỉnh Đồng Tháp, Việt Nam.

## Địa lý
Xã Tân Hương có vị trí địa lý:
- Phía đông giáp tỉnh Tây Ninh.
- Phía tây giáp xã Tân Phước 3.
- Phía nam giáp xã Mỹ Tịnh An và Châu Thành.
- Phía bắc giáp xã Hưng Thạnh.

Xã Tân Hương có diện tích 35,05 km², dân số năm 2025 là 67.210 người, mật độ dân số đạt 1.917 người/km².

## Hành chính
Xã Tân Hương được chia thành 4 ấp gồm: Tân Hòa, Tân Phú, Tân Thạnh, Tân Thuận.

## Lịch sử
Ngày 16 tháng 6 năm 2025, Ủy ban Thường vụ Quốc hội ban hành Nghị quyết số 1663/NQ-UBTVQH15 về việc sắp xếp các đơn vị hành chính cấp xã của tỉnh Đồng Tháp năm 2025. Theo đó, sắp xếp toàn bộ diện tích tự nhiên, quy mô dân số của các xã Tân Lý Đông, Tân Hội Đông và Tân Hương thành xã mới có tên gọi là xã Tân Hương.
Sau khi sáp nhập, xã Tân Hương có 35,05 km² diện tích tự nhiên và dân số 67.210 người.